# Valentin Bousch
Pour l’article homonyme, voir Jean-Éric Bousch.
Valentin Bousch, né à la fin du XVe siècle à Strasbourg et mort en août 1541 à Metz, est un maître verrier et peintre sur vitraux qui travailla notamment à la Basilique de Saint-Nicolas-de-Port ainsi qu'à la cathédrale de Metz.

## Biographie
Valentin Bousch est actif de 1514 à 1520 à Saint-Nicolas-de-Port où il développe un important atelier de verrerie et réalise de nombreux vitraux pour la basilique, dont la grande rosace. Il réalise également des vitraux pour l'église priorale de Varangéville (disparue au cours de la première guerre mondiale) sur une commande de Jean IV de Lorraine, évêque de Metz. 
Le 25 septembre 1518, Valentin Bousch devient verrier de la cathédrale de Metz, ville dans laquelle il installe son atelier près du grenier de Chèvremont. Il y réalise notamment sur commande du chapitre les verrières du chœur et du bras sud du transept. 
En outre, Valentin Bousch réalise de nombreux vitraux sur commande de la bourgeoisie messine pour des églises, des hôtels et des chapelles messines mais aussi pour des églises de la campagne lorraine.

## Œuvres

### Vitraux présents dans des édifices religieux

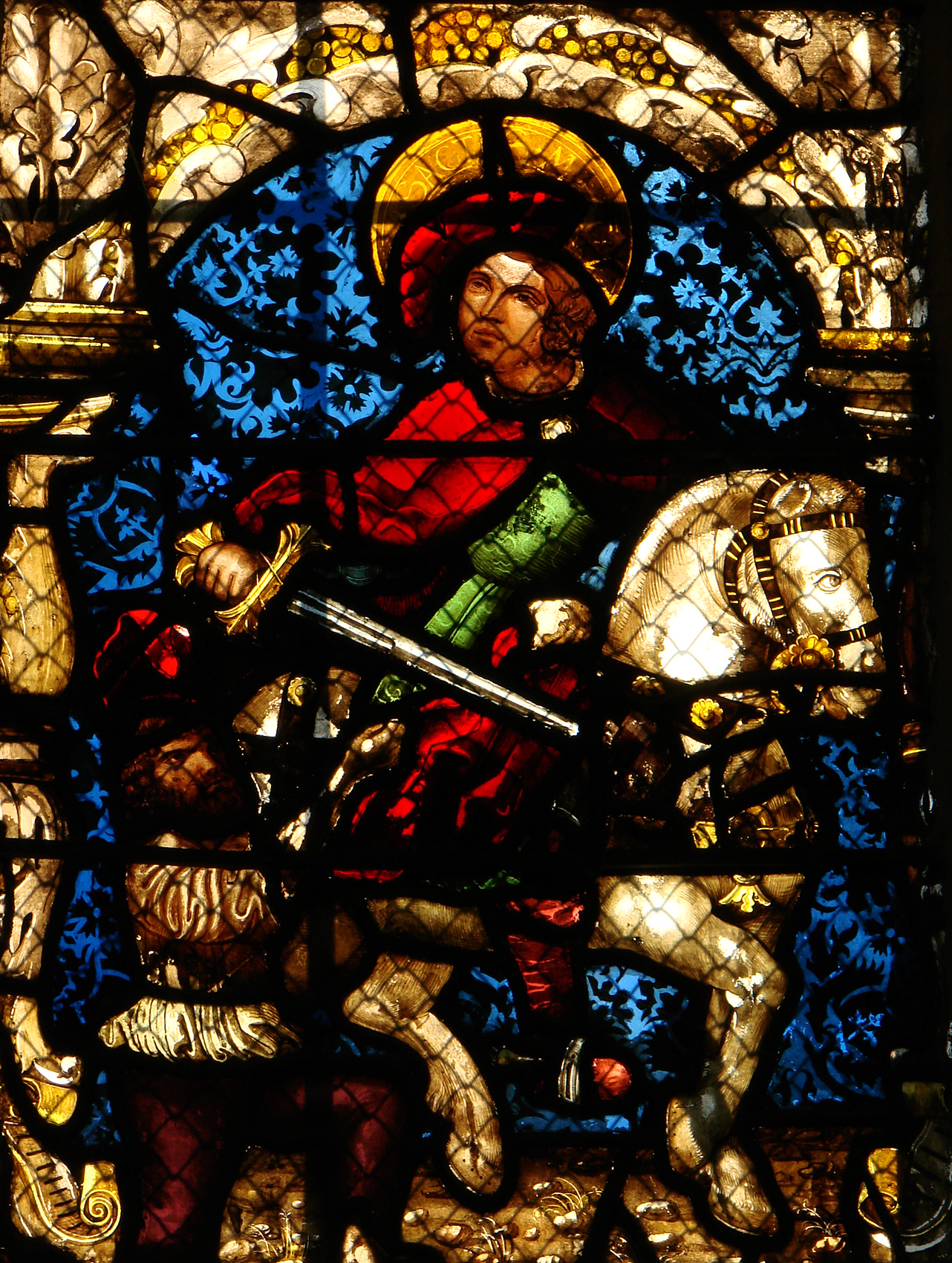
vitrail représentant Saint-Martin,
Basilique Saint-Nicolas de Saint-Nicolas-de-Port

- Basilique de Saint-Nicolas-de-Port : Les premiers vitraux visibles du maître-verrier en Lorraine sont ceux de l'église de pèlerinage qui est en reconstruction dès 1481 et dont Valentin Bousch est l'un des maîtres-verrier à la fin du XVe siècle. L'église possédait la plus grande surface de vitraux du Maître. Malheureusement, une grande partie des vitraux a disparu durant la seconde guerre mondiale, cependant, la grande rosace et de belles verrières figuratives y sont toujours conservées.

- Cathédrale Saint-Étienne de Metz : Maître-verrier à la cathédrale à partir de 1520, Valentin Bousch exécute la majeure partie des vitraux du chœur et du transept Sud, achevée en 1539 et considérés comme les derniers connus.

### Vitraux conservés dans des musées

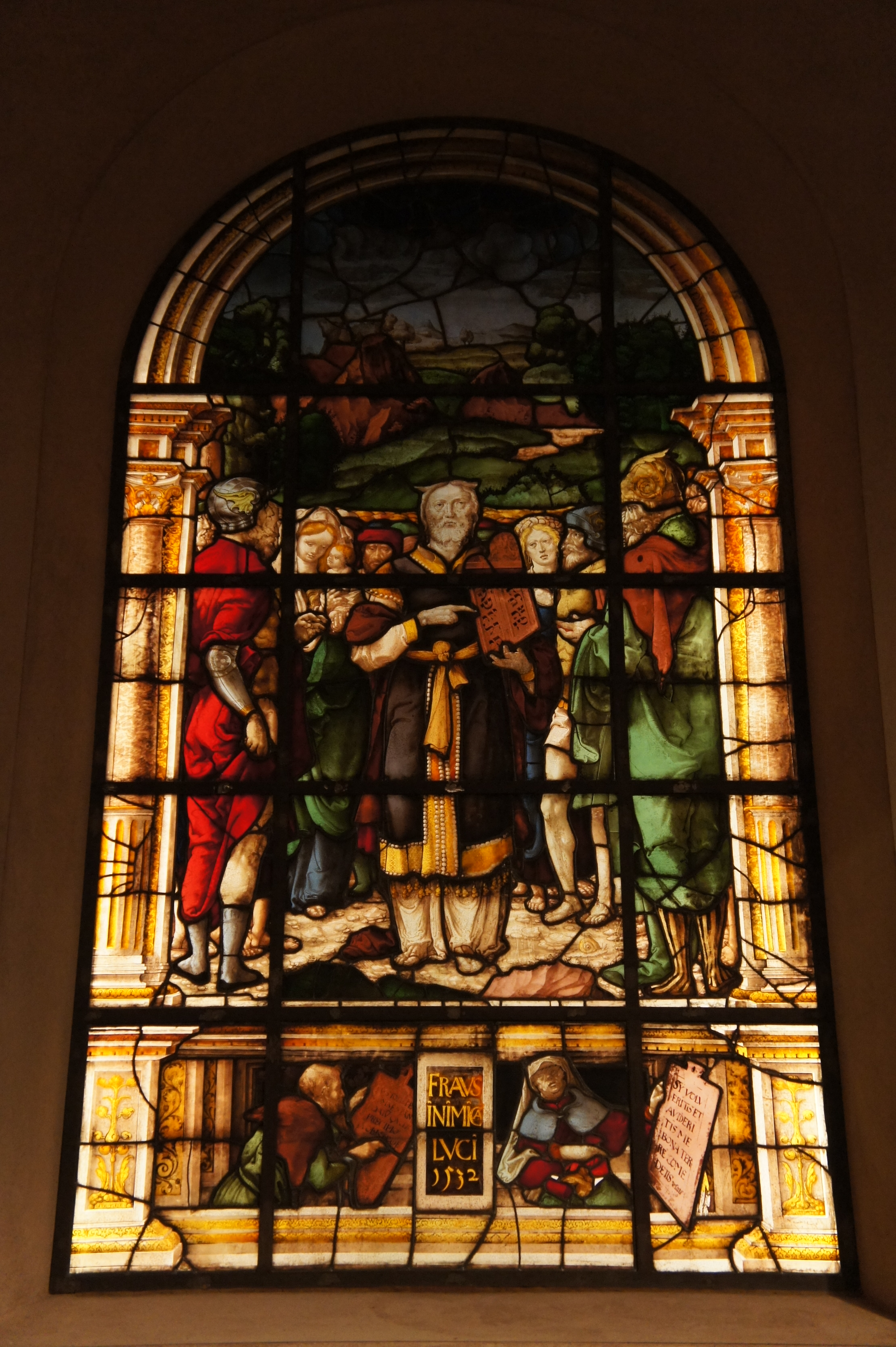
L'un des vitraux de Bousch au Metropolitan Museum of Art

- Des vitraux réalisés à l'origine pour le prieuré de Flavigny-sur-Moselle sont conservés au Metropolitan Museum of Art de New York[4], dans une église de Stockbridge dans le Massachusetts[5] et dans des collections particulières[6].
- Un vitrail représentant sainte Catherine d'Alexandrie est conservé au musée du Louvre à Paris[7].

### Vitrail conservé dans une collection particulière
- La Création du monde et l'expulsion d'Adam et Ève du paradis, Vitrail provenant de l'église de Saint Firmin de Flavigny-sur-Moselle, chez le marchand londonien, Sam Fogg, Londres, exposé à la foire de Maestricht en 2010, reproduit dans le catalogue de cette manifestation, p. 252-253. Voir la photographie du vitrail sur le site La Tribune de l'art en lien externe, plus bas.